# Бошняк, Мартин

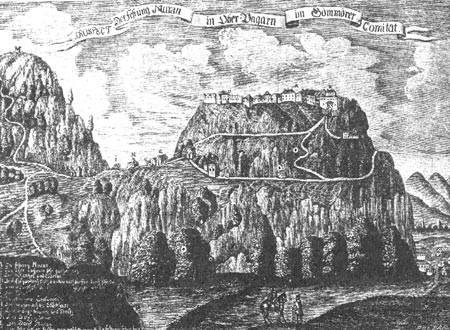
Муранский замок на старинной гравюре

Ма́ртин Бо́шняк (словац. Martin Bošňák), настоящие имя и фамилия — Марк Матиас Босняк де Рудняк (словац. Marek Mathias Bosnijak de Rudnijak); ок. 1500 — 7 сентября 1566, Сигетвар, Венгерское королевство) — словацкий поэт, певец-сказитель XVI века.

## Биография
Предки поэта были боснийцами, бежавшими из Боснии во второй половине XV века от преследований турок-османов на территорию современной Венгрии через Славонию.
Мартин Бошняк — участник нескольких сражениях против турок, за заслуги был щедро вознагражден королём.
Участвовал в боях против Яноша I Запольяи. Осенью 1529 году отличился в битве при осаде турками Вены, в 1541 году — во время битвы при Секешфехерваре попал в турецкий плен, но был спасен.
В 1549 году был участником карательной экспедиции императора Фердинанда I Маттиас против взбунтовавшегося владельца Муранского замка.
Позже стал комендантом замка в Бабольчи (Bábolcsi) (Венгрия).

## Творчество
Мартин Бошняк — автор одной из наиболее старинных исторических песен, возникших в Словакии — «Песни о Муранском замке» (середина XVI века), имевшей больший общественный и художественный отзвук и широко распространенной в те времена в Словакии.
В ней описано взятие королевскими войсками замка Мураня, принадлежавшего непокорному рыцырю Матею Базальду (1549). Автор — очевидец описанных событий.
Некоторые специалисты приписывают Мартину Бошняку авторство другого известного старинного поэтического произведения «Песни о Сигетском замке» (1566), где воспевался хорватский бан (венгеро-хорватский военачальник) Микулаш Зринский и его отряд, оборонявший Сигетскую крепость от турок.
«Песня о Сигетском замке» — одно из лучших эпических произведений старословацкой поэзии. Она глубоко лирична, в ней немало развернутых поэтических фигур. Многое, прежде всего балладность, роднит эту историческую песню с народной поэзией. Первоначальный авторский текст «Песни о Сигетском замке» по мере бытования её в народе совершенствовался и дополнялся.